# Halotus
Halotus war ein Eunuch und der Vorkoster des römischen Kaisers Claudius.
Er soll auf Befehl Agrippinas der Jüngeren dem Claudius das Gift gegeben haben, an dem jener starb. Auch unter Nero scheint er weiter einflussreich gewesen zu sein. Später übertrug Galba ihm eine finanziell einträgliche Prokuratur.